# Jesús Daniel García
 Jesús Daniel García (Navolato, Sinaloa, 7 de agosto de 1994) es un futbolista mexicano. Juega como mediocampista en Club atlético la Vaquita.

## Clubes
| Club                   | País   | Año             |
| ---------------------- | ------ | --------------- |
| Dorados                | México | 2016            |
| Cruz Azul              | México | 2016 - 2017     |
| Toluca F. C.           | México | 2017            |
| Murciélagos F. C.      | México | 2018            |
| Real Zamora            | México | 2018            |
| Reboceros de La Piedad | México | 2019 - 2020     |
| Gavilanes de Matamoros | México | 2020 - Presente |